# Cantonul Gonfreville-l'Orcher
Cantonul Gonfreville-l'Orcher este un canton din arondismentul Le Havre, departamentul Seine-Maritime, regiunea Haute-Normandie, Franța.

## Comune
| Comune               | Populație (1999) | Cod poștal | Cod INSEE |
| -------------------- | ---------------- | ---------- | --------- |
| Gainneville          | 2 370            | 76700      | 76296     |
| Gonfreville-l'Orcher | 9 938            | 76700      | 76305     |
| Harfleur             | 8 517            | 76700      | 76341     |